# Pierre Véry
Pierre Véry (Bellon, 1900. november 17. – Párizs, 1960. október 12.) francia író, dramaturg.

## Élete
Apja Condé-sur-Noireau polgármestere, matematikaprofesszor volt, aki politikai tevékenysége miatt polgármesteri pozícióját elvesztette. Gyermekkori olvasmányai Jules Verne, Thomas Mayne Reid, Erckmann-Chatrian és Onésime Reclus munkái voltak. Édesanyja már gyermekkorában sokat mesélt neki szülőföldje, Charente helyi legendáiról, e legendák hatással voltak későbbi munkáira. Anyja 1913-ban hunyt el. Középiskolai tanulmányait Condé-sur-Noireau-ban és Angoulême-ben végezte. Ezután a Sainte-Marie de Meaux iskolában lett bentlakásos diák. Ebben az időben hozta létre a Chiche-Chapon nevű titkos társaságát, amelynek célja az volt, hogy eszközöket teremtsen Amerikába való utazásához. E társaság ihlette később Les Disparus de Saint-Agil és Les Anciens de Saint-Loup című regényeit. 
1915-ben csatlakozott apjához, s Párizsban szövetkereskedéssel kezdett foglalkozni. 1924-ben barátjával, Pierre Béarnnel közösen megnyitotta a Galerie du Zodiaque nevű könyvesboltot. 1932-ben eladta a barátjának, Béarnnak. A bolt a korabeli Párizs egyik szellemi csomópontja volt, rendszeres vendég volt André Gide, Valeri Larbaud és René Trintzius. Újságírással is foglalkozott, cikkeket írt a Journal littéraire és a Paris Journal számára. Részt vett Marcel Achard, Georges Charensol, az 1930-as évek közepétől Paul Gilson, Nino Frank és mások irodalmi rendezvényein.
Irodalmi karrierjét novellák, illetve rövidebb publicisztikák kiadásával kezdte, e munkákat Toussaint-Juge, Tremeur T. és Simon Périgord álnevek alatt jelentette meg. Első regénye, a Point-Egaré 1929-ben jelent meg. 1930-ban Le Testament de Basil Crookes című bűnügyi regénye első díjat nyert egy irodalmi versenyen. E munkája a Le Masque című gyűjteményben jelent meg Toussaint-Juge álnév alatt, de egy szerkesztői hiba felfedte valódi nevét is az olvasók előtt. A mű kitörő sikere elbizonytalanította, választania kellett, hogy újra „komoly” irodalmat alkot, vagy maradjon a bűnügyi- és kalandregényeknél, a forma megújításának reményében. 
Következő regényei, a Danse à l'ombre (1931), Les Métamorphoses (1931), Le Meneur de jeu (1933) és a  Clavier universel (1933) is e vívódását tükrözik. 1934-ben végleg a könnyedebb irodalomban való alkotás mellett dönt, megteremtve Prosper Lepicq karakterét, aki hat bűnügyi regényének is főszereplője lesz. Ettől az időponttól kezdve Véry tudatosan fejlesztette saját egyéni stílusát, amelyben fogant alkotásait „titokzatos regények”-nek nevezte. 1938-ban Disparus de Saint-Agil című regénye megfilmesítésre került. 
Az 1950-es években Párizsban élt, szívrohamban hunyt el, egy hónappal 60. születésnapja előtt. Felesége Jeanne Rouvin (1908–1985) volt. Három gyermeke született: Madeline, Dominique és Noël. Utóbbi filmoperatőr aktívan foglalkozik apja munkásságával.

## Magyarul
- A görög kereszt rejtélye; ford. Szoboszlai Margit; Móra, Bp., 1980

## Fordítás
- Ez a szócikk részben vagy egészben  a   Pierre Véry című francia Wikipédia-szócikk ezen változatának fordításán alapul.  Az eredeti cikk szerkesztőit annak laptörténete sorolja fel. Ez a jelzés csupán a megfogalmazás eredetét és a szerzői jogokat jelzi, nem szolgál a cikkben szereplő információk forrásmegjelöléseként.